# 14873 Shoyo
14873 Shoyo (1990 UQ2) là một tiểu hành tinh vành đai chính được phát hiện ngày 28 tháng 10 năm 1990 bởi K. Kawanisi và M. Sugano ở Minami-oda.